# Woman Gambler
Série Woman Gambler
The Cat Gambler
(1965) Revenge of the Woman Gambler
(1966)
Pour plus de détails, voir Fiche technique et Distribution.
Woman Gambler (賭場の牝猫 素肌の壺振り, Toba no mesuneko: Suhada no tsubofuri) est un film japonais de Haruyasu Noguchi sorti en 1965. C'est le second volet de la trilogie Woman Gambler.

## Synopsis
Yukiko travaille désormais comme masseuse dans des bains publics situés sur le territoire du clan Kōwakai, travail qui lui permet de fouiller en toute discrétion les affaires des clients yakuzas à la recherche d'un Beretta calibre 32, l'arme de poing qui a servi à tuer Sakamaki, le chef du clan Tenpu. Sakamaki n'est autre que l'homme avec lequel s'est remariée sa mère après qu'elle a abandonné Yukiko en bas âge, emmenant avec elle sa fille aînée Mitsue.
Yukiko n'est pas la seule à rechercher le Berretta. Seiji Asano, un membre du clan Tenpu fraîchement sorti de la prison d'Abashiri et qui ressemble étrangement à Shōji Itō, l'ancien amant de Yukiko, ainsi que les inspecteurs de police Kinoshita et Endo sont aussi sur la piste de l'arme du crime. 

## Fiche technique
- Titre : Woman Gambler[1]
- Titre original : 賭場の牝猫 素肌の壺振り (Toba no mesuneko: Suhada no tsubofuri?)[2]
- Réalisation : Haruyasu Noguchi
- Assistant réalisateur : Isao Hayashi
- Scénario : Kenzō Asada et Kazuo Nishida
- Photographie : Kazue Nagatsuka (ja)
- Musique : Kōichi Kawabe (ja)
- Montage : Chikaya Inoue
- Direction artistique : Yoshinaga Yoko'o
- Son : Saburō Takahashi
- Éclairages : Isamu Takahashi
- Société de production : Nikkatsu
- Pays d'origine :  Japon
- Langue originale : japonais
- Format : noir et blanc - 2,35:1 - 35 mm - son stéréophonique
- Genres : Yakuza eiga et action
- Durée : 87 minutes (métrage : 8 bobines - 2 364 m[3])
- Date de sortie :
  - Japon : 23 octobre 1965[3]

## Distribution
- Yumiko Nogawa : Yukiko Eguchi
- Hideaki Nitani : Seiji Asano / Shōji Itō
- Kyōko Hori : Mitsue Sakamaki, la sœur ainée de Yukiko
- Ryūji Kita (en) : Sakamaki, le beau-père de Mitsue, chef du clan Tenpu
- Fujio Suga (ja) : le boss Tetsuo Akatsuka
- Ichirō Sugai : l'inspecteur Kinoshita
- Tatsuya Fuji : l'inspecteur Endo
- Keisuke Yukioka : le chef de la section des enquêtes
- Michio Hino (ja) : Kamei, l'informateur
- Zenji Yamada : Tetsu, membre du clan Kōwakai
- Kokan Katsura (ja) : Matsu